# 沈戩穀
沈戩穀（？—17世紀），字子禧，號器車，浙江湖州府德清縣人，明朝政治人物。

## 生平
沈戩穀是馬世奇的門生，在天啟元年（1621年）於蔡懋德房下中舉人，崇禎七年（1634年）獲文震孟取錄為會試副榜，任於潛教諭，十年（1637年）成進士，吏部觀政，十二年獲授棗強知縣。當時正值饑荒，他捐出俸祿買米煮粥賑災，發現冤獄後立刻平反；十五年入朝擔任刑部江西司主事，年多後外任廬州知府，到十七年（1644年）因病南歸。很快李自成攻陷北京，沈戩穀淡泊名利，不再出門獨力著書，隆武二年（1646年）改名沈謏，自號渚椒子。

## 家族
曾祖沈珮；祖父沈统；父沈鑑，训导。他的族弟沈中階，字上襄，崇禎十五年舉人，研究性理，不仕清朝。

## 引用
1. ↑  《崇祯十年丁丑科进士三代履历》：沈戬榖，曾祖珮；祖统；父鉴，训导。器车，易三房，甲辰六月二十一日生，德清县人，辛酉三十五名，会二百八名，三甲二百十七名。吏部观政，己卯授枣强知县，壬午升刑部江西司主事，甲申升庐州知府，甲申告病。
2. 1 2 3  錢海岳《南明史·卷八十九·列傳第六十五》：時嘉湖屬遺臣：……德清則沈戩穀，字子禧，崇禎十年進士。歷棗強知縣、刑部江西司主事，出為廬州知府，國變未赴，歸里著書。族弟中階，字上襄，崇禎十五年舉與鄉，專研性理，不仕。
3. ↑  同治《湖州府志·卷十二·選舉表》：天啟元年辛酉（舉人）……沈戩穀 詳進士
4. ↑  康熙《德清縣志·卷七》：沈戩穀 號器車，少負儁才，苦節白厲，明萬曆辛酉為杭理蔡忠襄所拔士，崇禎甲戌會試以文文肅所錄副榜，授於潛教，至則復蘇文忠綠筠軒址搆室三楹，日與諸生講學孜業其中，潛州文行丕變實始振起之，丁丑成進士……
5. ↑  同治《湖州府志·卷七十二·人物傳 政績二》：沈戩穀，字子禧，號器車，德清人，崇禎十年進士。出馬文忠公世奇之門，知棗強縣，值歲祲㪷穀溢千錢，捐俸設糜賑濟，全活萬計。善察冤獄，多平反，入為刑部主事，歲餘陞廬州知府，甲申春輿疾南歸。會國變遂閉門謝客，肆力羣籍手自輯錄，著書百餘。自丙戌更名謏，自號渚椒子，嘗自謂：「生不媚人，不擠人。」恬澹無競，其素性也。